# Международный день глухих

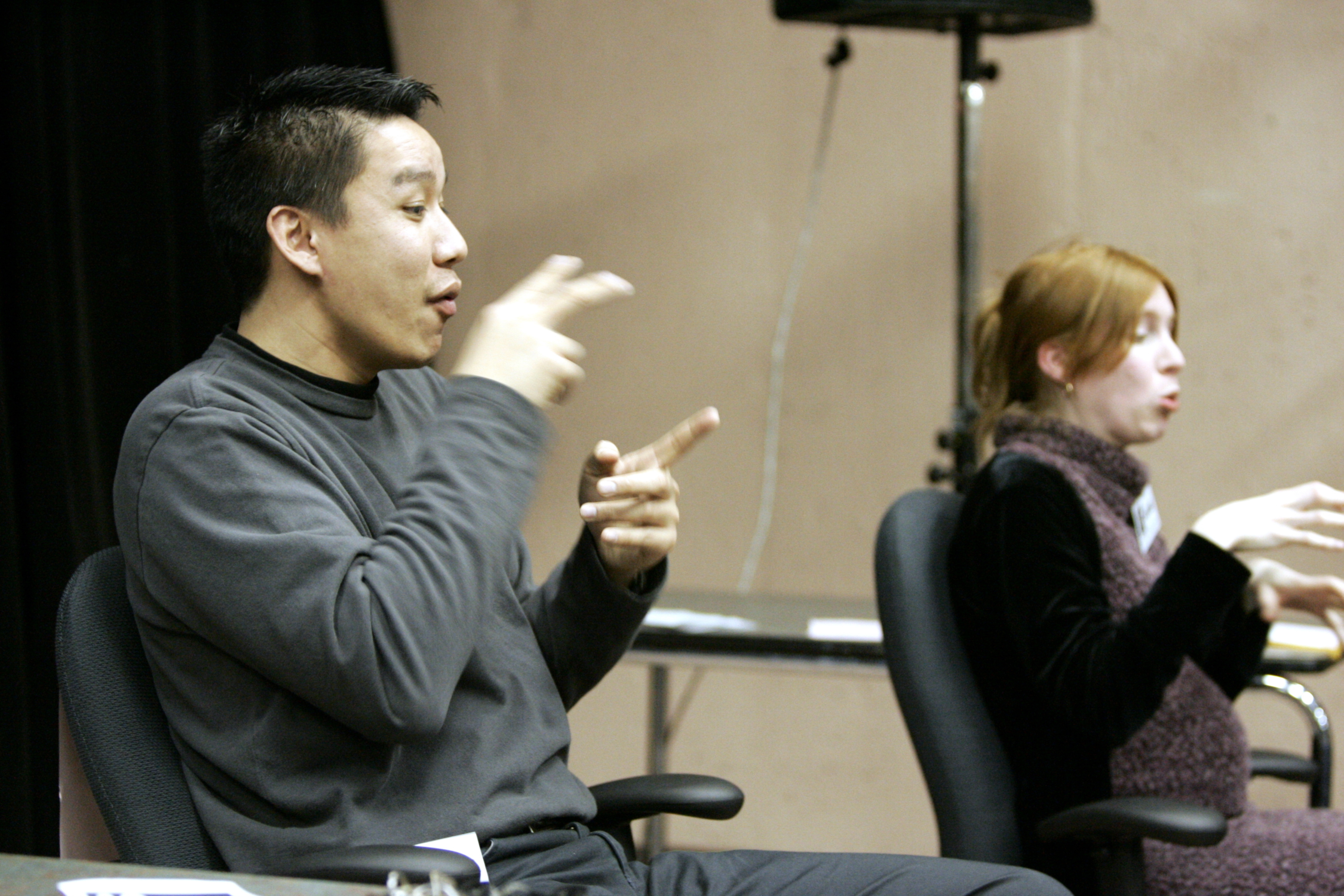
Два переводчика жестового языка, работающих в команде.

Междунаро́дный день глухи́х (англ. International Deaf Day) — международный день, учреждённый в 1951 году в честь создания Всемирной федерации глухих (англ. World Federation of the Deaf, WFD).
Ежегодно в последнюю полную неделю сентября в мире отмечается Международная неделя глухих, которая в последнее воскресенье сентября завершается Международным днём глухих.

## История
История сообществ глухих свидетельствует о том, что начало становления и развития социумов глухих во многих странах стало возможным, благодаря различным встречам и объединению выпускников школ глухих.
Наиболее ярким примером послужил вклад глухих Франции, чей язык развил Шарль-Мишель де л’Эпе, превратив созданный глухими простой язык в богатый язык, породивший множество других. Он был основоположником мимического метода, а также большим сторонником жестового языка.
В начале XIX века выпускники Парижского института глухих начали отмечать день рождения Шарля-Мишеля де л’Эпе. Празднования и банкеты в честь него стали традиционными.
В 1912 году знаменательно отмечалось 200-летие со дня рождения де л’Эпе.